# 열린TBC
《열린TBC》는 TBC TV에서 매주 일요일 오전 10시 55분에 방송되는 대구·경북 지역 TV 비평 옴부즈맨 프로그램이다.

## 현재 진행자
- 신상윤, 장진영

## 역대 진행자
- 남종훈 대구가톨릭대학교 언론광고학부 교수

## 코너소개
- TBC시청자위원회 : 매달 진행되는 시청자위원회 정기회의 현장을 들여다보는 시간. 방송프로그램 제작과 편성에 대한 비평과 함께 TBC 방송정책을 논의하는 모습을 담는다.
- 제작현장속으로 : TBC에서 제작하고 있는 프로그램의 제작 현장을 찾아가 생생한 제작 과정을 시청자들에게 전달한다.
- TV꼬집기 : TBC 프로그램에 대한 다양한 시청자 의견을 일목요연하게 정리하고 평가하는 코너. 미디어학과 교수, 학생 등 모집단의 현장 모니터링으로 프로그램에 대한 의견을 들어본다.
- TV를 말하다 : 일일 리포터인 시청자가 프로그램 제작현장을 방문해 제작 현장의 숨은 이야기를 알려준다.

## 경쟁 프로그램
- TV비평 시청자데스크 (KBS 1TV)
- 탐나는 TV (MBC TV)
- 미디어 공감 좋은TV (OBS경인TV)
- 시청자 의회 (JTBC)
- 채널A 시청자 마당 (채널A)
- 열린비평 TV를 말하다 (TV조선)
- 열린TV 열린세상 (MBN)
- YTN 시민데스크 (YTN)
- 바로보는TV 옴부즈맨 (연합뉴스TV)
- kbc 열린 TV 시청자세상 (kbc)
- 클릭 KNN 시청자 세상 (KNN)
- 시청자 TV 미디어 톡 (TJB)